# Karel Aubroeck
Karel Aubroeck (Temse, 1894 – aldaar, 1986) was een Vlaams expressionistisch beeldhouwer en schilder. Hij is vooral bekend om zijn monumentale beeldhouwwerken zoals het het ruiterstandbeeld van Koning Albert I in Nieuwpoort en de beeldengroep van de Gebroeders Van Raemdonck aan de IJzertoren in Diksmuide.

## Biografie
Aubroeck kreeg zijn opleiding aan de Academie van Temse. Hij volgde in Mechelen een opleiding tot houtsnijder. Tijdens de Eerste Wereldoorlog verbleef hij als soldaat aan het front. Daar leerde hij o.m. aalmoezenier Oskar Versteele en stadsgenoot Clemens De Landtsheer kennen die net als hij erg Vlaamsgezind waren. Na 1918 studeert hij verder aan de Academie van Mechelen en vestigt hij zich als zelfstandige houtsnijder in zijn geboortestad Temse. In 1924 liet hij voor zichzelf de woning "De Uil" bouwen in Temse, een art decowoning. In de jaren 30 werd het uitgebreid met een atelier en galerij. Hij bleef er woning tot aan zijn dood in 1986. De tuin ervan werd in 2002 heraangelegd door bloembinder Daniël Ost, in opdracht van de huidige eigenaars.
Omdat hij in 1933 had meegewerkt aan de vier monumentale beelden aan de voet van de IJzertoren, werd Aubroeck in september 1944 verdacht van collaboratie met de Duitse bezetter en voor drie maanden geëinterneerd.

## Werk
Na de Eerste Wereldoorlog gaat hij zich naast zijn houtsnijwerk (in allerlei exotische houtsoorten) ook specialiseren in de monumentale constructivistische beeldhouwkunst. Hij kiest voor een naturalistische en decoratieve vormgeving in baksteentechniek, natuursteen en gips. Aubroeck werkte vooral in expressionistische stijl, gekenmerkt door een gesloten en gestileerd karakter. In 1928 creëerde hij zijn eerste belangrijke monumentaal werk, 'De wekgroep', dat momenteel te zien is in het stadhuis van Sint-Niklaas. Op 15 februari 1931 werd hij bij een wedstrijd door de jury van het IJzerbedevaartcomité geselecteerd uit 33 kandidaten om vier monumentale openluchtbeelden te creëren, met de bedoeling deze te plaatsen aan de voet van de IJzertoren in Diksmuide, als symbool van het 'Vlaamse IJzerleed'. Met zijn (derde) beeld van de Gebroeders Van Raemdonck, plechtig ingehuldigd tijdens de IJzerbedevaart van 20 augustus 1933, verwierf hij nationale bekendheid als beeldend kunstenaar.
Op de wereldtentoonstelling van 1935 te Brussel exposeert hij het meer dan levensgrote beeld ‘Vrouw met Lier’ en op de wereldtentoonstelling van 1937 in Parijs het mahoniehouten beeld ‘Bescherming’ of ‘Angst’. Gefascineerd door het oeuvre van Constant Permeke begon Aubroeck ook te schilderen. Hij nam van 1922 tot 1968 deel aan de tentoonstellingen van de Koninklijke Wase Kunstkring en aan vier Biënnales in het Middelheimmuseum. Daarnaast was hij ook voorzitter van de Koninklijke Vlaamse Academie van België voor Wetenschappen en Kunsten.
Werk van hem bevindt zich onder meer in de musea van Antwerpen en Sint-Niklaas.

### Bekendste werken
- Het ruiterstandbeeld in het Koning Albert I-monument aan de Ganzenpoot in Nieuwpoort (1938)
- "De Goede Herder": reliëf op de Heilig Hartkerk in Lier
- De "runenleester" in de vijver op het binnenplein van de Gentse Boekentoren
- Beelden (van onder andere de Gebroeders Van Raemdonck) op de hoek van de Paxpoort aan de IJzertoren in Diksmuide (1933)
- Sculpturen zoals het liggend naakt "De Schelde" aan de Scheldebrug in Temse (1950)
- Oorlogsmonument voor luitenant Juul De Winde (1938) in Westrozebeke

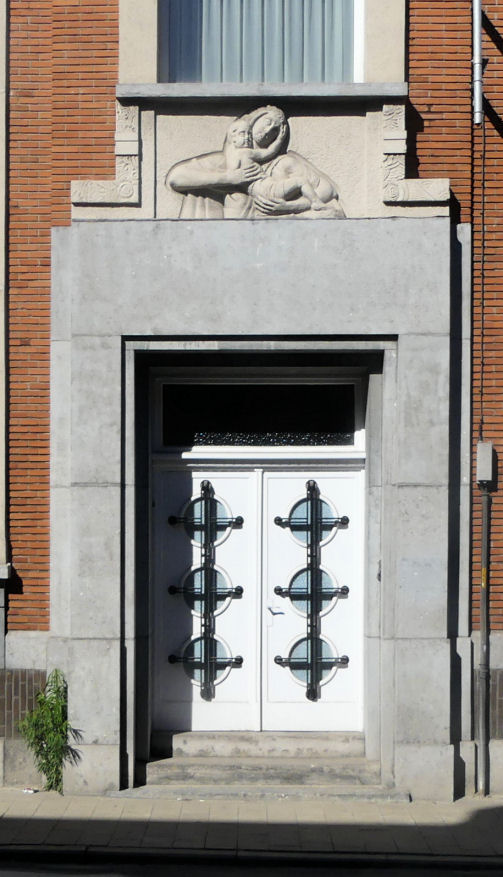
Moederhuis Sint-Gabriel, Temse
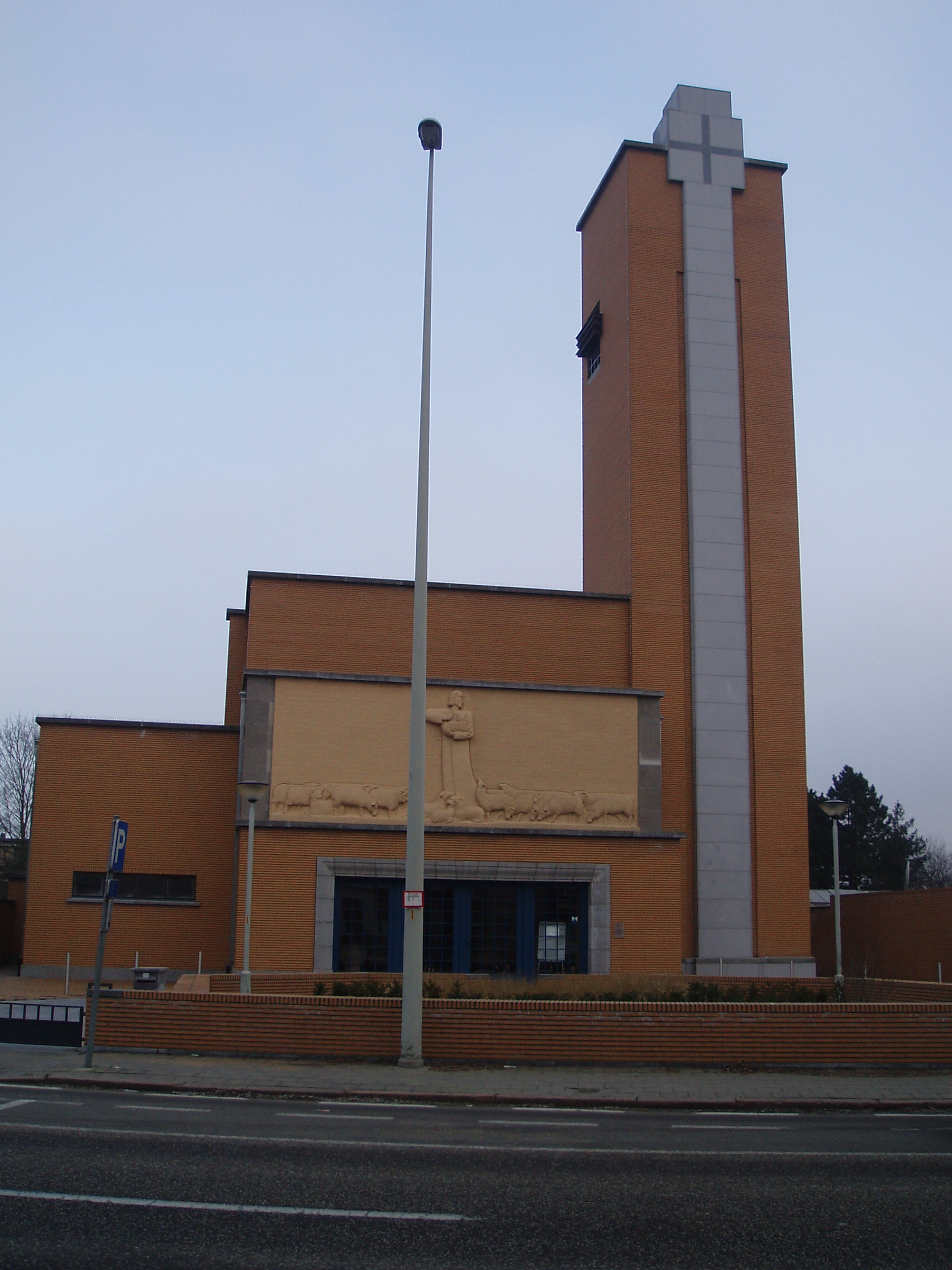
Heilig Hartkerk, Lier
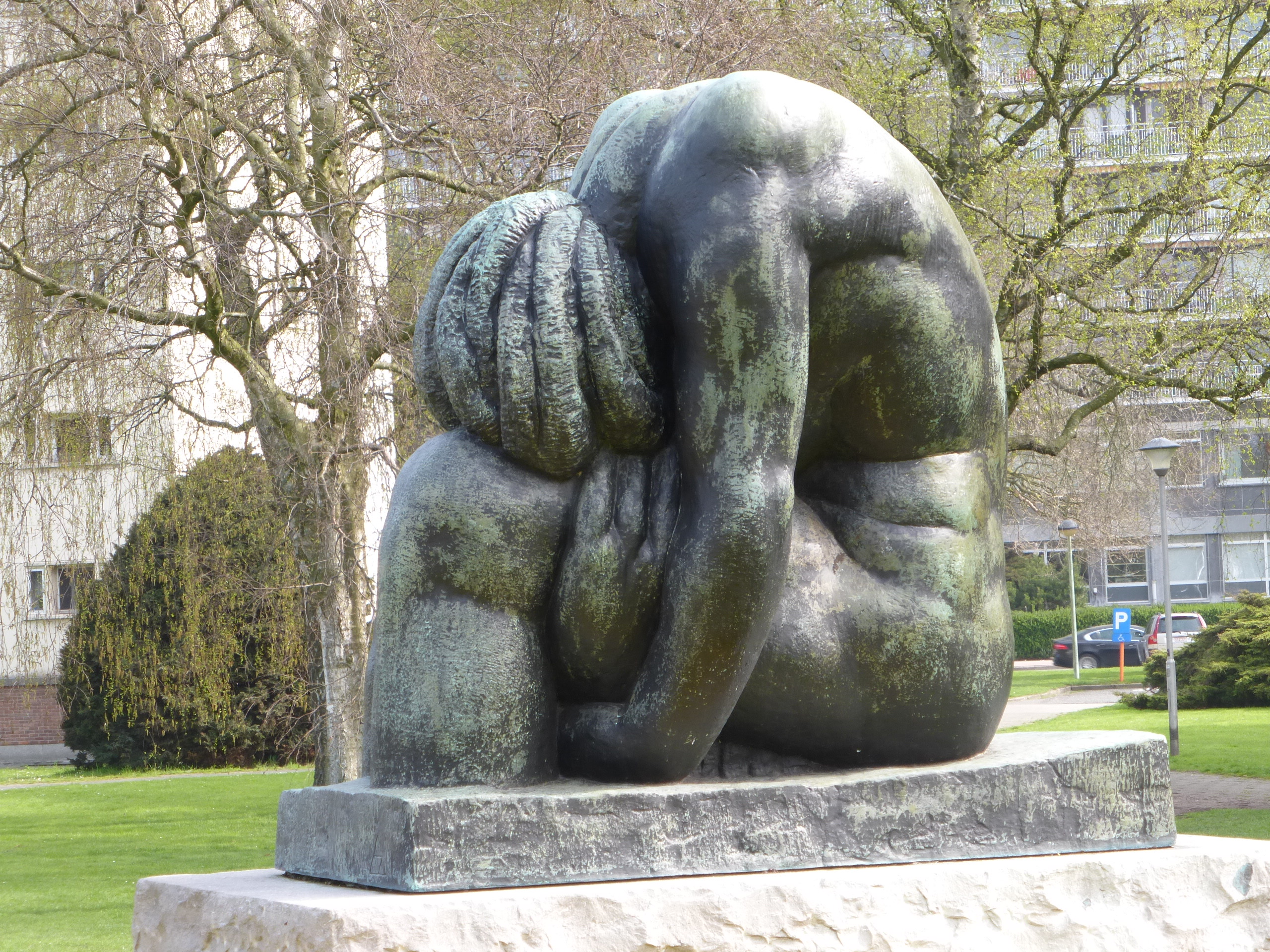
Bronzen beeld van Aubroeck, Verenigdenatieslaan, Gent

- Gemeinsame Normdatei: 174178069
- International Standard Name Identifier: 0000 0001 4081 9908
- RKD-Nederlands Instituut voor Kunstgeschiedenis: 2895
- Virtual International Authority File: 207397025
- WorldCat: E39PBJdgX3k6cp4xhM9qYG6BT3